# Damocloid
Damocloid gồm những hành tinh nhỏ như 5335 Damocles và 1996 PW, có quan hệ họ hàng với sao chổi Halley do khoảng thời gian dài quỹ đạo rất lập dị nhưng mà không hiển thị tình trạng hôn mê sao chổi hoặc đuôi. David Jewitt định nghĩa một damocloids như một đối tượng với một Tisserand tham số tương đối so với sao Mộc TJ ≤ 2. Điều này cũng có thể lỏng lẻo được định nghĩa là (q <5,2 AU, a> 8,0 AU, và e> 0,75) hoặc i> 90 độ nhưng định nghĩa này mà không tập trung vào sao Mộc không bao gồm các đối tượng như (127.546) 2002 XU93, 2003 WG166, và 2004 DA62. Sử dụng tham số Tisserand (T-Jupiter ≤ 2) hiện nay có 96 damocloids ứng cử viên. Trong số các đối tượng này, 74 có cung quan sát quỹ đạo lớn hơn 30 ngày cung cấp quỹ đạo hợp lý nha. Bán kính trung bình của chúng là tám cây số giả định độ phản xạ của 0,04. Các albedos bốn damocloids đã được đo, và chúng chính là những đối tượng đen tối nhất được biết đến trong hệ mặt trời. Damocloids là màu đỏ trong màu sắc, nhưng không đỏ như nhiều đối tượng Kuiper đai hay centaur. damocloids khác bao gồm: 2013 BL76, 2012 DR30, 2008 KV42, (65.407) 2002 RP120, và 20461 dioretsa.
Đối tượng ngược dòng như sao chổi và damocloid (343158) 2009 Halley HC82 có thể có vận tốc tương đối so với Trái Đất của 81 km / s (290.000 km/h).